# Maszrafat al-Buwajr
Maszrafat al-Buwajr – wieś w Syrii, w muhafazie Aleppo, w dystrykcie Manbidż. W 2004 roku liczyła 805 mieszkańców.